# Hormon

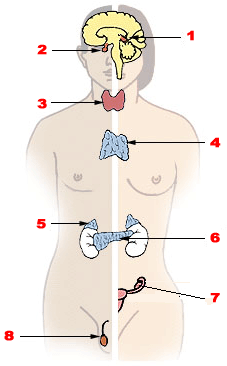
A fő endokrin mirigyek. (Bal oldalon férfiaknál, jobb oldalon nőknél) 1. Tobozmirigy 2. Agyalapi mirigy 3. Pajzsmirigy 4. Csecsemőmirigy 5. Mellékvese 6. Hasnyálmirigy (Langerhans-szigetei) 7. petefészek 8. Here

Az idegrendszer (systema nervosum) és a belső elválasztású mirigyek (glandulae sine ductibus) rendszere (endokrin; hormonális; együttesen: neuroendokrin rendszer) szabályozzák testünk működéseit. Az emberi idegrendszerrel ill. részeivel külön szócikkek foglalkoznak elég részletesen. Jelen szócikk az ember hormonális rendszerét foglalja össze. Mivel több belső elválasztású mirigyet külön szócikkek részletesen tárgyalnak, ezek esetében – igen rövid összefoglalás mellett – a megfelelő szócikkekre történik utalás.
A hormon név görög eredetű: hormé (ὁρμή) jelentése mozgat, ösztönöz.

## Endokrin rendszer
Élettanilag az endokrin rendszer olyan mirigyek szervrendszere, amelyek mindegyike a szervezet működését szabályozó hormontípust választ ki közvetlenül a véráramba. A hormonális belső elválasztású mirigyek rendszere, a külső elválasztású mirigyek rendszerével szemben, nem rendelkezik kivezető csövekkel. Elnevezése a (görög: endo ένδο) szóból származik, amely belsőt jelent. Ehhez csatlakozik a (görög: crinis κρινής) szó, mely elválasztást jelent.
Az endokrin rendszer információs jelet közvetít, az idegrendszerhez hasonlóan, ugyanakkor, ezek módjai jelentős különbséget mutatnak a két rendszer között. Az idegrendszer által közvetített információk mindkét irányba igen gyorsak (még a viszonylag lassúbb működésű autonóm idegrendszert tekintve is), és hatásaik gyorsan lecsengenek. A hormonok (kémiai jeltovábbítók) viszont a vérkeringésbe (vagy szövet közötti folyadékba) kerülve viszonylag hosszú idő alatt érnek el a célszervekhez, ugyanakkor hatásuk is hosszú ideig (néhány órától akár hetekig) tart. Az idegrendszer és a hormonális rendszer az előbb felsorolt jelentős eltérések ellenére sem különíthető élesen egymástól. Egyrészt a hormonális rendszer is az idegrendszer kontrollja alatt áll (hipotalamusz), vagy még közvetlenebbül mutatja ezt a mellékvesék velőállományának direkt preganglionáris beidegzése, másrészt az idegrendszer kapcsolatai is kémiai jelátvivő anyagokon neurotranszmittereken keresztül valósul meg. A neurotranszmitterek között pedig hormonként is szereplő anyagok is vannak pl. adrenalin. Az emberi szervezet működéseit szabályozó két nagy rendszer összefüggései és összehangoltsága tulajdonképpen szükségszerű.

## A hormonszint szabályozása
A hormonszint szabályozásában fontos szerepe van az ún. negatív visszacsatolásnak. Ez azt jelenti, hogy a megemelkedett hormonszint a hipotalamo-hipofízealis rendszerre visszahatva gátolja az adott hormont termelő belső elválasztású mirigy hormontermelését fokozó vegyületek termelődését és felszabadulását. Más esetekben a visszacsatoló mechanizmus nem is a hipotalamo-hipofízeális rendszeren keresztül érvényesül, hanem a hormon által szabályozott anyag vérbeli koncentrációja hat vissza a szabályozást végző hormont termelő szervre (vércukorszint, Ca2+ -szint). A helyi hormonok termelésének szabályozásáért pedig változatos helyi tényezők a felelősek. (Emésztőrendszer, máj, vese stb. hormontermelése.)

## Belső elválasztású mirigyek és hormonok
A belső elválasztású (endokrin) mirigyek rendszerével és kiválasztott anyagaikkal (hormonok), valamint rendellenes működéseikkel foglalkozó tudomány: az endokrinológia. Az endokrin mirigyek fő jellemzői a külső elválasztású mirigyekkel szemben, (a kivezetőcsövek hiánya mellett), hogy igen jó a vérellátásuk, ezen kívül sok kiválasztásra szánt szemcsét (szekrétum granulát) viszonylag hosszú ideig tárolnak. A speciális belső elválasztású mirigyeken kívül, ma már nagyon sok szerv (sőt talán az összes szövet is) hormontermelőként ismert. A dolog lényege a definíción van: Ha csak azokat az anyagokat tekintjük hormonnak, amelyek a szervezetben általános hatást képesek kiváltani, akkor megfelelő a klasszikus felosztás, ha minden sejt közötti kémiai kölcsönhatást ide sorolunk, akkor sejtek közötti kémiai információátadásnak jellege hormonális.

## A kémiai jelátvitel szintjei
A kémiai jelátvitel változó mennyiségű sejt között történhet. Ennek alapján a következő kapcsolati formák különböztethetők meg:
- Autokrin kapcsolat: a sejt a saját maga által termelt és kibocsátott anyagra reagál.

- Réskapcsolat (lásd: junctionlis complexus): a szomszédos sejtek membránjait áthidaló csatornákon olyan anyagok képesek átjutni, amelyek közvetlenül befolyásolják a szomszédos sejtek működését. (Így terjednek pl. az ingerületek a szomszédos szívizom és simaizom sejtek között.)

- Parakrin kapcsolat: egy adott szervben a különböző működések összehangolására szolgálnak (pl. Langerhans szigetek sejtjei).

- Neurokrin kapcsolat: az idegsejtek végződései szintén a szimpatikus résben felszabaduló kémiai anyagokkal teremtenek kapcsolatot mind más idegsejtekkel, mind a végrehajtó szervekkel (izmok, mirigyek).

- Az endokrin kapcsolat: a „klasszikus hormonok” hozzák létre. Ezek sokféle sejtre, távolra hatnak, feladatuk a szervezet működéseinek összehangolása. A „klasszikus hormonokat” a belső elválasztású mirigyek termelik. Ez a váladék a vérbe ömlik. A hormon a vérben oldott állapotban lévő vegyi anyag. Hatását kifejtve nem raktározódik, hanem a sejtekben a lizoszómák által lebontódik, vagy kiürül a szervezetből nagymértékben vizelettel, kismértékben széklettel.

## Hormonreceptorok
A hormonok a sejtek sajátos, a hormonokhoz térbelileg illeszkedni és kapcsolódni képes molekuláihoz, a hormonreceptorokhoz képesek megkötődni. (Ahhoz, hogy egy sejt reagáljon egy adott hormonra, rendelkeznie kell az adott hormont megkötni képes receptorral. Ahhoz pedig, hogy a hormonok a sejtműködést befolyásoló hatásukat kifejthessék a receptorokhoz kell kötődniük.) A hormonok hatásukat kifejthetik:
- 1. a célsejt ciklikus adenozin monofoszfát (cAMP) koncentrációjának fokozásával, (pl. TSH, STH, ACTH, LH, FSH)
- 2. a célsejt citoplazmájában a szabad Ca2+ ionok koncentrációjának fokozásával, (pl. acetilkolin, oxitocin, szerotonin, vazopresszin)
- 3. a citoplazmában lévő receptorokhoz kötődve a hírvivő ribonukleinsav (mRNS) átírásának módosításával, (pl. tiroxin, trijód-tironin, szteránvázas hormonok)
- 4. közvetlenül a sejtmagra hatva a mRNS átírásának serkentésével.

A lipidoldékony hormonok, így a szteroidok és a pajzsmirigyhormon (trijódtironin) át tudnak jutni a sejtmembránon, így receptoraik a sejt belsejében találhatók. (A szteroidoké a citoplazmában, a trijódtironiné pedig a magban.) A peptid természetű hormonok nem tudnak átjutni a sejthártyán, ezek a sejthártya felszínén lévő receptorokhoz kötődnek, és kötődésükkel úgy módosítják a membránon átnyúló transzmembrán fehérjék molekulaszerkezetét, hogy ennek következtében a sejt belsejében következményes változások indulnak be.

## A hormonok sejtszintű hatásainak fő mechanizmusai

### Szteroidok
A citoplazmában a receptorokhoz kötődött szteroidok bejutnak a sejtmagba, és a DNS-hez kötődve fokozzák a sejtek enzimtermelését elősegítő hírvivő (mRNS) képződését. Az ennek következtében termelődő enzimfehérjék megváltoztatják a sejt anyagcseréjét.

### Trijódtironin
Közvetlenül kötődik a sejtmagban lévő receptorához, és a mag működésére hatva segíti elő az enzimfehérjék szintézisét. Az enzimfehérjék fokozott termelődése a sejt anyagcseréjének élénkülésével jár.

### Peptid hormonok
Sejtmembrán külső felszínén lévő receptorokra kötődő hormonok („elsődleges hírvivők”), amelyek kötődése a membrán belső felszínén olyan élettani hatású anyagok koncentrációnövekedéséhez/képződéséhez („másodlagos hírvivők”) vezet, amelyek elsősorban a citoplazmában lévő sejtszervecskék működésének megváltoztatásán keresztül hatnak.

#### Ca2+
Az egyik másodlagos hírvivő a Ca2+ . Ennek koncentrációja egyrészt azért nő, mert a membrán áteresztőképességének megváltozás miatt a külső térből is áramlik be valamennyi, de nagyobbrészt a Ca2+ -tároló sejtszervecskékből szabadul fel. A megemelkedett Ca2+ szint a Ca2+ -kötő fehérjékkel (pl. kalmodulin) és egyéb másodlagos hírvivőkkel együtt (inozitol trifoszfát, diacilgricerol stb.) fejti ki a hatását, amely elsősorban a sejt számos enzimje aktivitásának módosításából, valamint kontraktilis elemeinek aktiválásából áll.

#### Ciklikus adenozin monofoszfát
A másik fontos másodlagos hírvivő a ciklikus adenozin monofoszfát (cAMP), amely ATP-ből keletkezik egy enzim (adenilát-cikláz) hatására. Más vegyületekkel együttműködve a fehérjefoszforilációra hat, amivel a sejtműködés rendkívül sok folyamatát befolyásolja.

## Az emberi hormonok
A kémiai jelátvivő anyagok (feromonok) az egész élővilágban fontos szerepet játszanak az életfontos működések összehangolásában, de még az egyedek közötti kommunikációban is. Az emlősök hormonális rendszere már lényegében azonos az emberi endokrin rendszerrel. Ezt jól ki is lehet használni kutatási és gyógyszerfejlesztési célokra. A régebbi terminológia szerint csak azokat a kémiai anyagokat nevezték hormonnak, amelyeket belső elválasztású mirigyek termelnek, és amelyek a vérárammal jutnak el a célsejtekig.
A definíciót később kiterjesztették, mivel gyakorlatilag minden sejt képes előállítani olyan molekulákat, amelyekkel befolyásolni képes más sejtek működését, és a besorolás szempontjából lényegtelen, hogy a befolyásolni kívánt sejt milyen távolságra van a hírvivőt termelő sejttől.
Ily módon az idegsejtek szinapszisaiban ható ingerületátvivő anyag éppúgy hormon – "neurohormon" –, mint például a klasszikus értelemben is hormonnak tekintett adrenalin vagy inzulin.
A fentiek alapján az újabb definíció alapján az sem követelmény, hogy hormon csak belső elválasztású mirigyben termelődhet. Egészen más alapfunkciójú sejtek is termelhetnek hormonokat. A vékonybél sejtjei például a gyomortartalommal érintkezésbe kerülve egy kolecisztokinin (CCK) nevű hormont választanak el, és ezzel az epehólyagra hatva előidézik annak kiürülését, továbbá a hasnyálmirigy enzimtermelését is fokozzák.

### A hipotalamusz hormonjai
A ventrális hipotalamusz (a hipotalamusz elülső része) által termelt hormonok az agyalapi mirigy elülső lebenyének hormontermelését szabályozzák hipotalamo-hipofízealis rendszer.
Serkentő hormonok (ún. releasing hormonok):
- Növekedési hormont felszabadító (releasing) hormon (GHRH) – a növekedési hormon szekrécióját serkenti
- Tireotropint felszabadító (releasing) hormon (TRH) – a TSH szekrécióját serkenti
- Kortikotropint felszabadító (releasing) hormon (CRH) – az ACTH szekrécióját serkenti
- Gonadotropint felszabadító (releasing) hormon (GnRH) – az FSH és LH szekrécióját serkenti

Gátló hormonok:
- Szomatosztatin – a növekedési hormon szekrécióját gátolja
- Dopamin – a prolaktin szekrécióját gátolja

A hipofízis hátulsó lebenyének hormonjai a hipotalamuszban termelődnek.

### Azagyalapi mirigy(hipofízis) hormonjai
Az adenohipofízis (elülső lebeny) hormonjai:
- Növekedési hormon (GH, szomatotropin)
- Pajzsmirigyserkentő hormon (TSH)
- Adrenokortikotrop hormon (ACTH)
- Gonadotropinok:
  - Follikulusz stimuláló hormon (FSH, tüszőérlelő hormon)
  - Luteinizáló hormon (LH, sárga test képzés)
- Prolaktin

A neurohipofízis (hátulsó lebeny) hormonjait valójában a hipotalamusz sejtjei termelik, melyek axonjai (nyúlványai) az agyalapi mirigybe nyúlnak le – s a hormonok itt szabadulnak fel. Ezek:
- Antidiuretikus hormon (ADH, vazopresszin)
- Oxitocin

#### TSH
Thyreoidea-stimuláló hormon (pajzsmirigyserkentő hormon) (tireoidstimuláló hormon), az agyalapi mirigy elülső lebenyében termelődik.
Glikoprotein. Pajzsmirigy hormonok szintézisét és szekrécióját fokozza. Hatására a jód oxidáció, a jód bejutása és szerves kötése nő.
Serkenti: TRH (thyrotropin releasing hormone)
Gátolja: tirozin, szomatosztatin

#### ADH
Az antidiuretikus hormon (más néven vazopresszin, rövidítve ADH) a hipotalamusz nagysejtes magjai által termelt, és az agyalapi mirigy hátulsó lebenyében tárolt peptid hormon. Feladata, hogy a vesében fokozza a vízvisszatartást, és így segítsen a szervezetnek a megfelelő mennyiségű víz megtartásában.
Ha a szervezet kiszáradni látszik, a keringési rendszerben található, ezt érzékelő receptorok ezt jelzik az agyalapi mirigy számára, és ennek hatására az ADH termelése fokozóik, így elkerülhető a vérben található nátrium-, klorid-, illetve káliumionok koncentrációjának túlzott (és a szervezetre nézve káros) növekedése. A hormon kiválasztását ezen kívül még fokozhatják más tényezők, például fájdalom, izommunka, alacsony vércukorszint, vagy bizonyos (például asztma-ellenes) gyógyszerek is.
Ezzel szemben néhány más anyag, például szteroidok, az etanol, illetve a koffein gátolják a hormon termelését és ennek (ill. a következményként fellépő diabétesz inszipidusznak) veszélyes következményei lehetnek, fokozott vizelettermelés, kiszáradás, vagy a vérben található nátrium koncentrációjának növekedése. Természetesen az ADH a szükségesnél nagyobb mértékű termelésének is vannak káros következményei, hiszen a túlzott vízvisszatartás, és ezáltal az ionkoncentráció (például nátriumionok) csökkenése is veszélyes lehet.

### A pajzsmirigy hormonjai
A pajzsmirigy a nyak elülső részén, a gége pajzsporcán található. Kis, apró üregek építik fel, melyek falát hámsejtek borítják. Bennük termelődnek a hormonok. Az üregek közti részt kötőszövet tölti ki.

#### Tiroxin
Jód tartalmú aminosav-származék. A pajzsmirigyben termelődik. A sejtek anyagcseréjét szabályozó hormon. Gyorsítja a lebontó folyamatokat, így fokozza az energiatermelést (azaz a sejtek oxigén felhasználását) és emeli a testhőmérsékletet. Az STH-val (növekedési hormon) együtt szabályozza a fiatalok testi és szellemi növekedését és fejlődését. Ha sérül az agyalapi mirigy, akkor a tiroxin hormon mennyisége csökken. Különböző betegségek (például (Basedow-kór), (autonóm adenóma) okozhatják a pajzsmirigyhormonok kóros túltermelődését (hyperthyreosis). Hyperthyreosis során a lebontó folyamatok kerülnek túlsúlyba, ezért a betegen jó étvágy melletti kóros lefogyás, hőemelkedés, izzadás, illetve izgatottság és idegesség figyelhető meg. A tiroxin csökkent termelése (hypothyreosis) okozza fiatal korban az ún. kretenizmust (aránytalan törpenövés). Felnőtteknél a hypothyreosis leggyakrabban előforduló kiváltó oka a Hashimoto-thyreoiditis nevű betegség, valamint a pajzsmirigy eltávolítása például Basedow-kór miatt.

#### Kalcitonin
Ez a pajzsmirigy C-sejtjeiben (parafollicularis sejtek) termelődő 32 aminosavból álló polipeptid. A vér kalcium anyagcseréjét szabályozza. Hatására csökken a vér kalcium szintje, mert fokozza a Ca2+ ionok beépülését a csontokba. A parathormon antagonistája. Fontos, hogy nincs hatással a Ca2+ ionok kiválasztására és a bélből való felszívódására.

### A mellékpajzsmirigy hormonjai

#### Parathormon
A mellékpajzsmirigyben termelődő hormon. A vér kalciumszintjét növeli azáltal, hogy a csontokból való kalcium felszabadulást serkenti. Csökkenti a vér foszfáttartalmát. Antagonistája a kalcitonin.
Ha kevés: Izomingerlékenység, izomgörcsök jelentkezhetnek.
Ha sok: Csontritkulás.

### A hasnyálmirigy szigeteinek hormonjai

#### Inzulin
Az inzulin nevét a latin insula (sziget) szóból kapta. Langerhans német kutató a hasnyálmirigy szövetének vizsgálata során észrevette, hogy abban a mirigyállomány nagyobb részétől eltérő szövettani szerkezetű szigetek vannak (1%).
A hasnyálmirigy szigetszervének szerepét a cukorbetegség kialakulásában Fredrik Banting és Charles Best ismerték fel, és ők izolálták az inzulint 1922-ben, egy torontói laboratóriumban. Felismerték, hogy a hasnyálmirigy szigeteinek béta sejtjei termelik a cukorbetegség ellenszerét, az inzulint. Az inzulin serkenti a máj glikogénraktározását és a sejtek glükózfelvételét, ily módon csökkenti a vércukorszintet.

#### Glükagon
Az inzulin ellenhormonja (antagonistája), a glükagon a Langerhans szigetek alfa sejtjeiben termelődik. Serkenti a májban a glikogén glükózzá történő lebontását, valamint a zsírok mobilizálását és energiává történő átalakítását a mitokondriumban, hogy fedezze a glukoneogenezis -glükózképzés nem szénhidrát prekurzorokból- energiaszükségletét.

#### Gátló hormonok
A delta sejtek a hormontermelést gátló szomatosztatint, a PP sejtek a külső elválasztó működést gátló pankreász polipeptidet (pancreas polipeptid) termelik.

### A mellékvese hormonjai
A mellékvesék a vesék csúcsán helyezkednek el. (Páros szervek.)

#### A kéregállomány hormonjai
- Mineralokortikoidok: só és vízháztartásra ható hormonok
  - fokozzák a szűrletből a nátrium és a víz visszaszívását
  - hiánya sok Na és H2O vesztését okozza, aminek az eredménye a vér besűrűsödése

- Glukokortikoidok
  - a glükózképzést serkentik
  - növelik a szervezet ellenállását a stresszel szemben de gátolják az immunrendszer működését
  - gyulladáscsökkentő hatásuk van
  - pl.: kortizol

- Androgének: férfiasító nemi hormonok
  - a nőknél ösztrogénekké alakulnak át
  - fokozott izomfehérje termelését eredményezi

#### A velőállomány hormonjai
- Az adrenalin vagy epinefrin a mellékvesevelő hormonja, (ezen kívül, az idegi szinapszisokban felszabadulva neurotranszmitter is).

Kémiailag egy katekolamin hormon, szimpatomimetikus monoamin, ami a fenilalanin és a tirozin aminosavak származéka.
Képlete: C9H13NO3
Élettani hatása: Izgalom vagy veszély esetén termelése fokozódik, a glükóznak a májból a sejtekbe jutását segíti, így emeli a vércukorszintet, ezáltal lehetővé téve a nagyobb energia termelést. Gyorsítja a légzést, emeli a vérnyomást.
Gyógyszerként az adrenalint lokális (helyi) érszűkítőként alkalmazzák, főként helyi érzéstelenítőkkel kombinálva.
Mesterségesen először Friedrich Stolz állította elő 1904-ben.
- Noradrenalin

A noradrenalin (noradrenaline) vagy norepinefrin (norepinephrine) (képlete: C8H11NO3) egy katekolamin-hormon és neurotranszmitter. A nor- előtag azt jelenti, hogy a nitrogénatomon nincs metilcsoport, ellentétben az adrenalinnal, ahol van. Hormonként a mellékvesevelőben szekretálódik a vérbe, neurotranszmitterként a központi és a szimpatikus idegrendszerben is jelen van, ahol a noradrenerg neuronok bocsátják ki a szinaptikus ingerületátvitel során. Stresszhormonként az agynak azt a részét érinti, amely a figyelmet és a válaszreakciókat ellenőrzi. Az adrenalinhoz hasonlóan a noradrenalin is részt vesz a "harcolni vagy menekülni" (fight-or-flight) reakció kiváltásában, közvetlenül emeli a szívfrekvenciát, glükózt szabadít fel az energiaraktárakból és növeli az izomtónust.
Gyógyszerként a noradrenalin emeli a szisztolés és diasztolés vérnyomást, ez kompenzáló vagusreflexet vált ki, amely semlegesítheti a szívgyorsító hatást.
A szinapszisokon a noradrenalin mind az alfa-, mind a béta-adrenoreceptorokon hat.

### Nemi hormonok

#### A here hormonjai
A here páros szerv, a herezacskóból és a herecsatornából áll. A hormont benne a Leydig-féle sejtek termelik. A csatornában termelődnek a hímivarsejtek, amelyek a mellékherében raktározódnak. A csatornák közti szöveti (interstitialis) állományban termelődik a tesztoszteron nevű hormon, ami kihat az anyagcserére és fokozza a fehérjék szintézisét, főleg az izomban.

#### A petefészek hormonjai
A petefészek egy mandula alakú, a heréhez hasonlóan páros szerv. A női nemi hormonok és az érett petesejt termeléséért felelős. A hormontermelés, akárcsak a petesejtek érése, egy ciklikus folyamat. A peteéréskor tüszőhormon (ösztrogén) termelődik, ami a női nemi szervek fejlődéséért, illetve a méh nyálkahártyájának megújításáért felelős. Egy másik női nemi hormon a sárgatesthormon (progeszteron), ami a sárgatestben termelődik és feladata a méh nyálkahártyájának előkészítése a petesejt befogadására.

### Szövethormonok
Olyan hormonhatású anyagok, amelyeket nem belső elválasztású mirigyek, hanem egyéb funkciókat is ellátó szöveti sejtek termelnek.

#### Szomatomedinek
Termelődésüket a növekedési hormon váltja ki, a májban. Kémiailag polipeptidek. Felelősek a test általános növekedéséért és a szervek növekedésének szabályozásáért. Termelése csökken a mellékvese szénhidrát-anyagcserét befolyásoló hormonjai és fehérjehiány hatására.

### Hormonok a gyógyászatban
A hormonelválasztás zavara vagy hiánya az oka sok betegségnek, például a cukorbetegségnek, a Basedow-kórnak, a menstruációs ciklus rendellenességeinek, a meddőség bizonyos formáinak, de hormonhiány okozza például a klimax tüneteit vagy a csontritkulást is.
A gyógyszergyártás fontos területe a hormontartalmú készítmények előállítása. A hormontartalmú készítményeket igen kiterjedten használják. Itt csak néhány példa kerül említésre. Az egyik felhasználási mód a hormonhiányos betegségek kezelése. Be lehet avatkozni a női nemi működés hormonális szabályozásába, mind a fogamzást elősegítő, mind a fogamzást gátló módokon. Bizonyos nemi szervi (rosszindulatú) daganatféleségek kiegészítő kezelésében szintén alkalmazhatók. Rendkívül hatásos gyulladás gátlók a mellékvesekéreg glükokortikodjai, illetve azok szintetikus változatai.
Régebben a hormonokat állati belső elválasztású mirigyekből vonták ki és tisztították (organoterápia), de az 1930-as években megoldottá vált a szintetikus hormongyártás.
A magyar gyógyszergyártás megalapítójának, Richter Gedeonnak nagy szerepe volt a hormongyártás alapjainak lerakásában.